# Caryocolum
Caryocolum är ett släkte av fjärilar som beskrevs av František Gregor Jr och Povolny 1954. Caryocolum ingår i familjen stävmalar.

## Dottertaxa tillCaryocolum, i alfabetisk ordning[1][2]
- Caryocolum abhorrens
- Caryocolum acernella
- Caryocolum afghanum
- Caryocolum aganocarpa
- Caryocolum agricolaris
- Caryocolum albescens
- Caryocolum albifaciella
- Caryocolum albifasciella
- Caryocolum albifrontella
- Caryocolum albithoracellum
- Caryocolum alsinella
- Caryocolum amaurella
- Caryocolum anatolicum
- Caryocolum arenariella
- Caryocolum arenbergeri
- Caryocolum behenella
- Caryocolum benanderi
- Caryocolum blandella
- Caryocolum blandelloides
- Caryocolum blandulella
- Caryocolum bosalella
- Caryocolum cassella
- Caryocolum cauligenella
- Caryocolum census
- Caryocolum confluens
- Caryocolum contigua
- Caryocolum coussonella
- Caryocolum crepusculella
- Caryocolum delphinatella
- Caryocolum dianthella
- Caryocolum dilatatum
- Caryocolum divergens
- Caryocolum emarginatum
- Caryocolum extremum
- Caryocolum falellum
- Caryocolum fibigerium
- Caryocolum fiorii
- Caryocolum fischerella
- Caryocolum fraternella
- Caryocolum gallagenellum
- Caryocolum gypsophilae
- Caryocolum hackeri
- Caryocolum hispanicum
- Caryocolum horoscopa
- Caryocolum horticolla
- Caryocolum hubnerella
- Caryocolum huebneri
- Caryocolum immixtum
- Caryocolum improvisella
- Caryocolum inflatella
- Caryocolum inflativorella
- Caryocolum interalbicella
- Caryocolum intermediella
- Caryocolum iranicum
- Caryocolum jaspidella
- Caryocolum junctella
- Caryocolum kasyi
- Caryocolum kemnerella
- Caryocolum klosi
- Caryocolum knaggsiella
- Caryocolum kroesmanniella
- Caryocolum laceratella
- Caryocolum leucofasciatum
- Caryocolum leucomelanella
- Caryocolum leucothoracellum
- Caryocolum livoniella
- Caryocolum longiusculum
- Caryocolum maculiferella
- Caryocolum majus
- Caryocolum manniella
- Marmorerad arvmal, Caryocolum marmoreum
- Caryocolum marmorella
- Caryocolum melanotephrella
- Caryocolum melantypella
- Caryocolum moehringiae
- Caryocolum mongolense
- Caryocolum mucronatella
- Caryocolum nearcticum
- Caryocolum nepalense
- Caryocolum ochraceella
- Caryocolum oculatella
- Caryocolum paghmanum
- Caryocolum peregrinella
- Caryocolum petrophila
- Caryocolum petryi
- Caryocolum poschiavensis
- Caryocolum protecta
- Caryocolum provinciella
- Caryocolum proxima
- Caryocolum pulchra
- Caryocolum pulla
- Caryocolum pullatella
- Caryocolum quadrella
- Caryocolum repentella
- Caryocolum rougemonti
- Caryocolum rubidella
- Caryocolum saginella
- Caryocolum schleichi
- Caryocolum sciurella
- Caryocolum semidecandrella
- Caryocolum semidecandriella
- Caryocolum similellum
- Caryocolum simulans
- Caryocolum spinosum
- Caryocolum splendens
- Caryocolum stramentella
- Caryocolum subtractella
- Caryocolum subvicinella
- Caryocolum suffusa
- Caryocolum syriacum
- Caryocolum tetrameris
- Caryocolum thurneri
- Caryocolum tischeriella
- Caryocolum trauniella
- Caryocolum tricolorella
- Caryocolum tristella
- Caryocolum vartianorum
- Caryocolum vicinella
- Caryocolum viscariae
- Caryocolum viscariella
- Caryocolum xuthella

## Bildgalleri

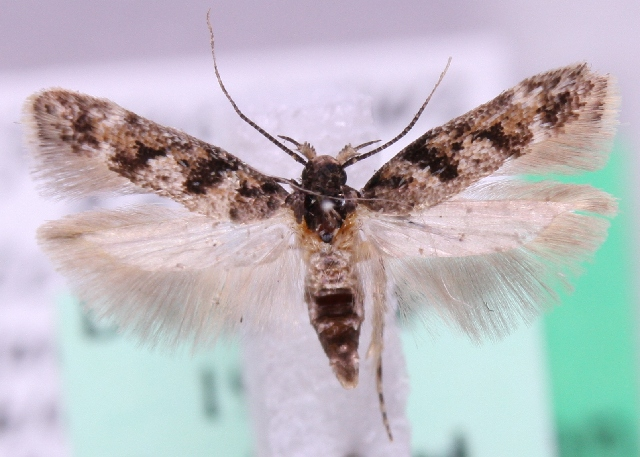
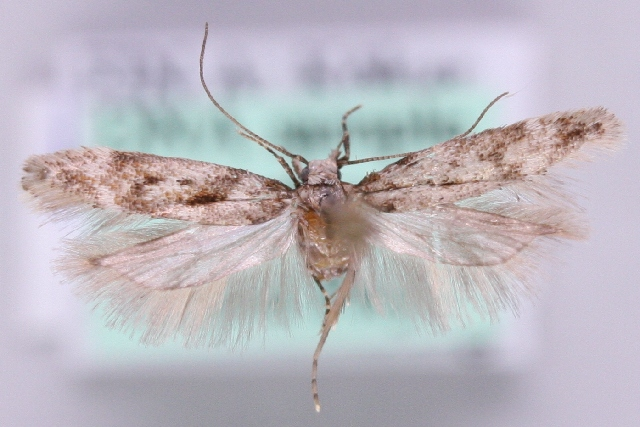
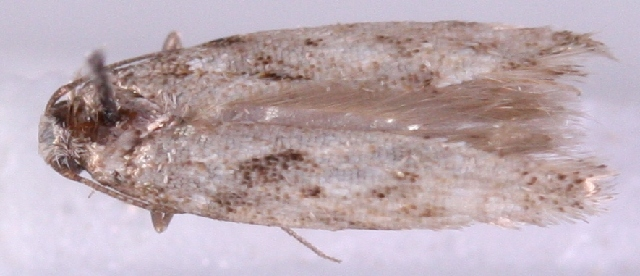
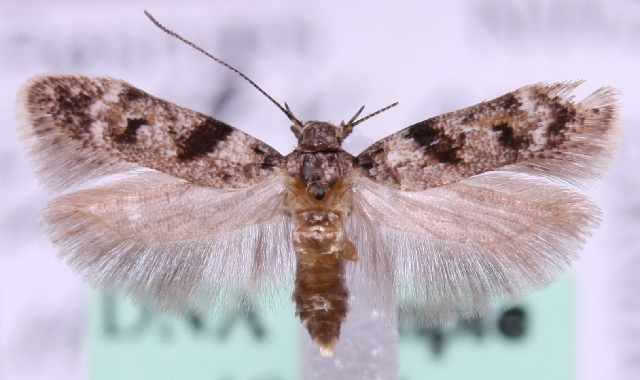
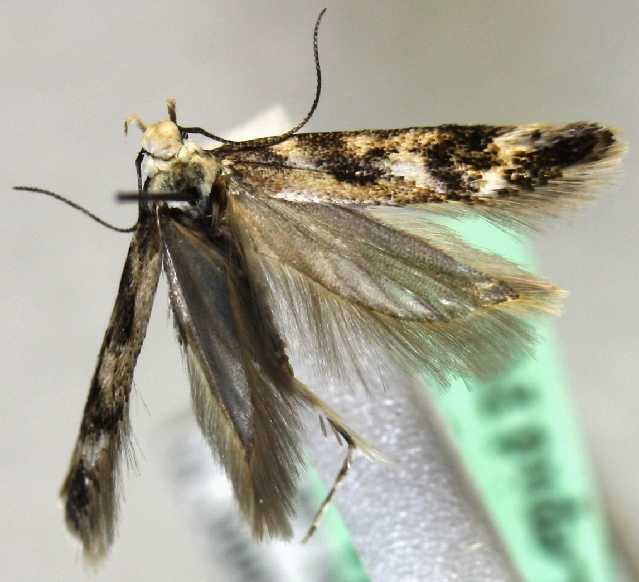
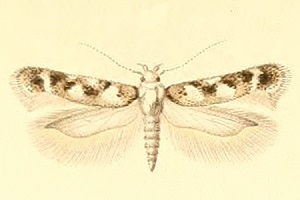